# Francesc de Borbó i Farnese
Francesc de Borbó i Farnese (Madrid, 21 de març de 1717–ídem, 21 d'abril de 1717) va ser un infant d'Espanya mort al poc de néixer. Va ser el sisè fill de Felip V d'Espanya, el segon de les seves segones núpcies amb Isabel Farnese, després del futur Carles III.
Va néixer a la vila de Madrid el 21 de març de 1717, fill dels reis Felip V i Isabel Farnese. La seva vida va ser molt curta, ja que havent passat poc més d'un mes del seu naixement, exactament trenta-sis dies, l'infant va morir durant unes convulsions provocades per una infecció d'erisipela a la pell. La seva mort es va produir el 21 d'abril de 1717. Pocs dies més tard, el 24 d'abril, les despulles de Francesc van ser traslladades des de la capital fins al Reial Monestir de San Lorenzo de El Escorial, on van ser enterrades al Panteó dels Infants. Malgrat la mort d'aquest infant, ben aviat la reina va tornar a quedar embarassada i l'any següent va donar a llum a la infanta Maria Anna Victòria.